# Fejø
Bản mẫu:Geobox Settlement

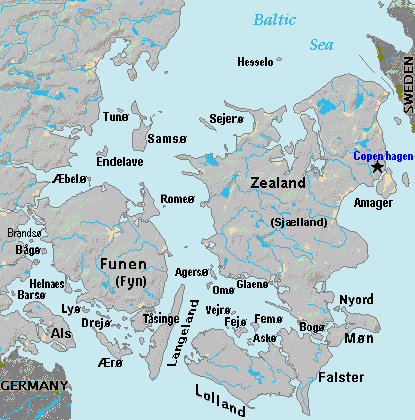
Fejø (ở đáy giữa) bắc đảo Lolland, nam đảo Zealand, phía tây đảo Femø, phía đông đảo Langeland.

Fejø là 1 đảo của Đan Mạch, nằm ở phía bắc đảo Lolland. Đảo có diện tích 16 km² với 611 cư dân (1.1.2005), cư ngụ trong 2 làng  Vesterby và Østerby, trong đó làng Vesterby có 247 người.
Về hành chính, Fejø trực thuộc thị xã Lolland và Vùng Zealand.
Về giao thông, có tuyến tàu phà từ Kragenæs (bắc Lolland) tới Fejø (mất chừng 15 phút).